# Áreas protegidas de Timor Oriental

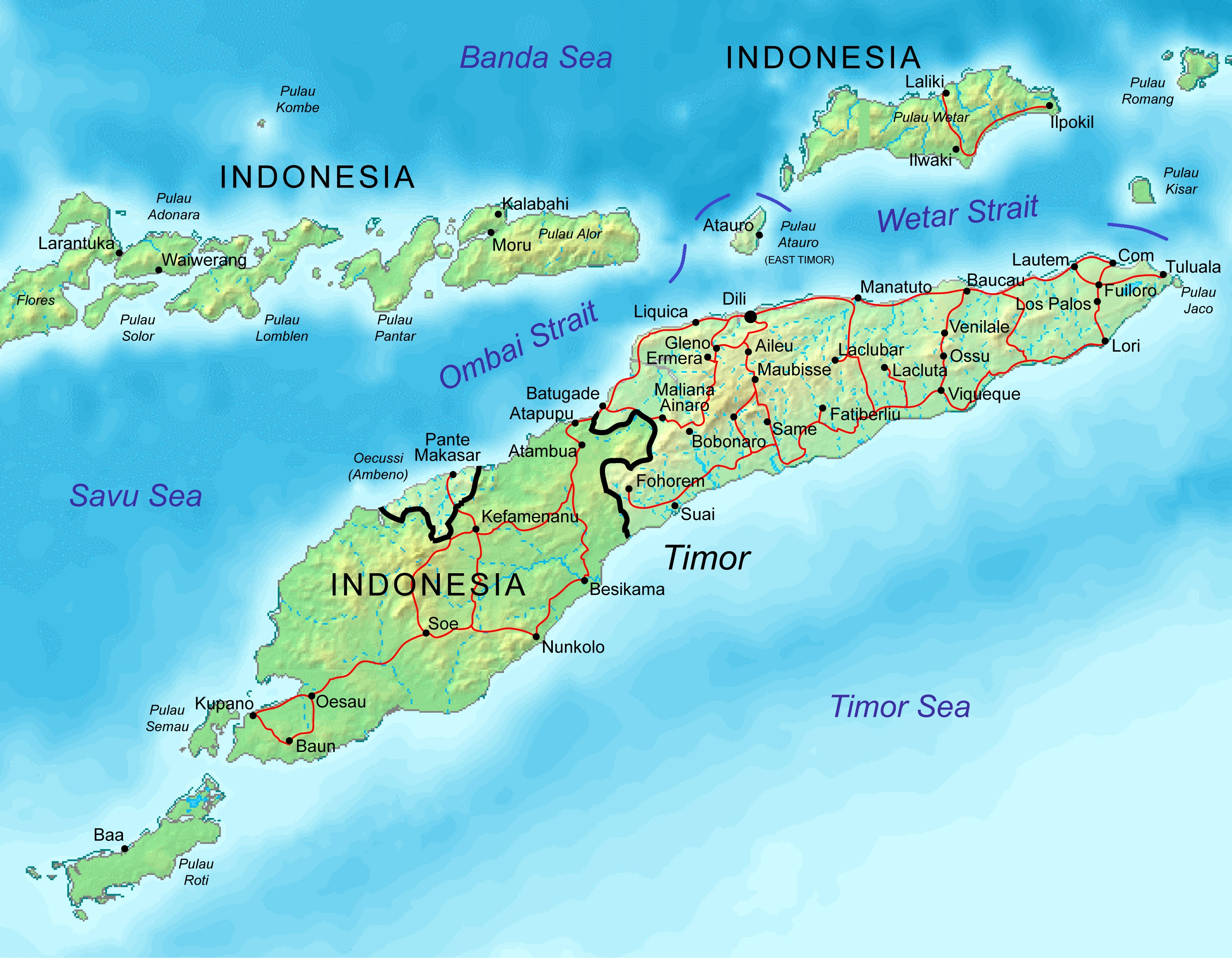
Timor Oriental

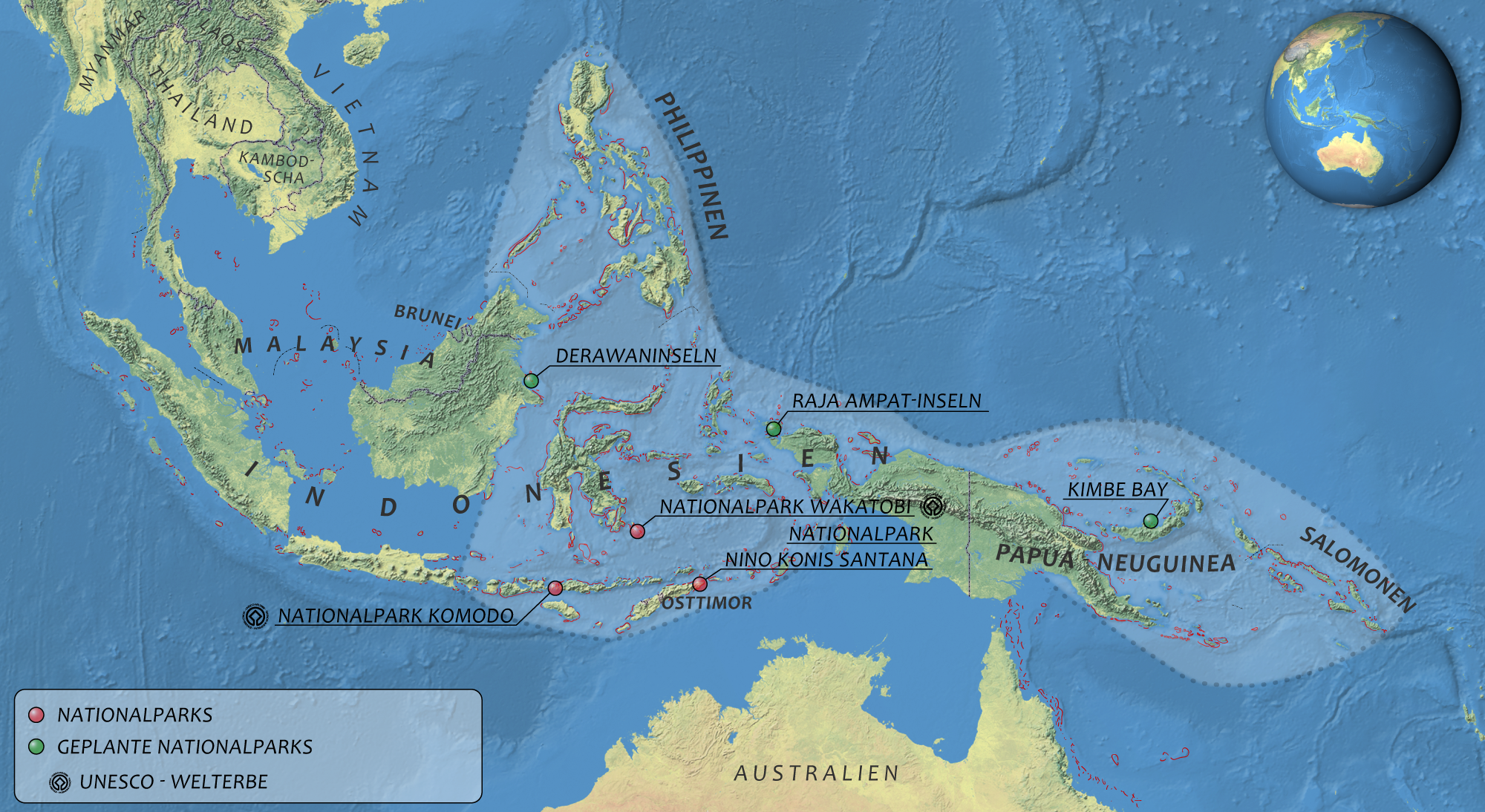
Triángulo de coral, el área con más biodiversidad marina del mundo, de la que forma parte Timor Oriental

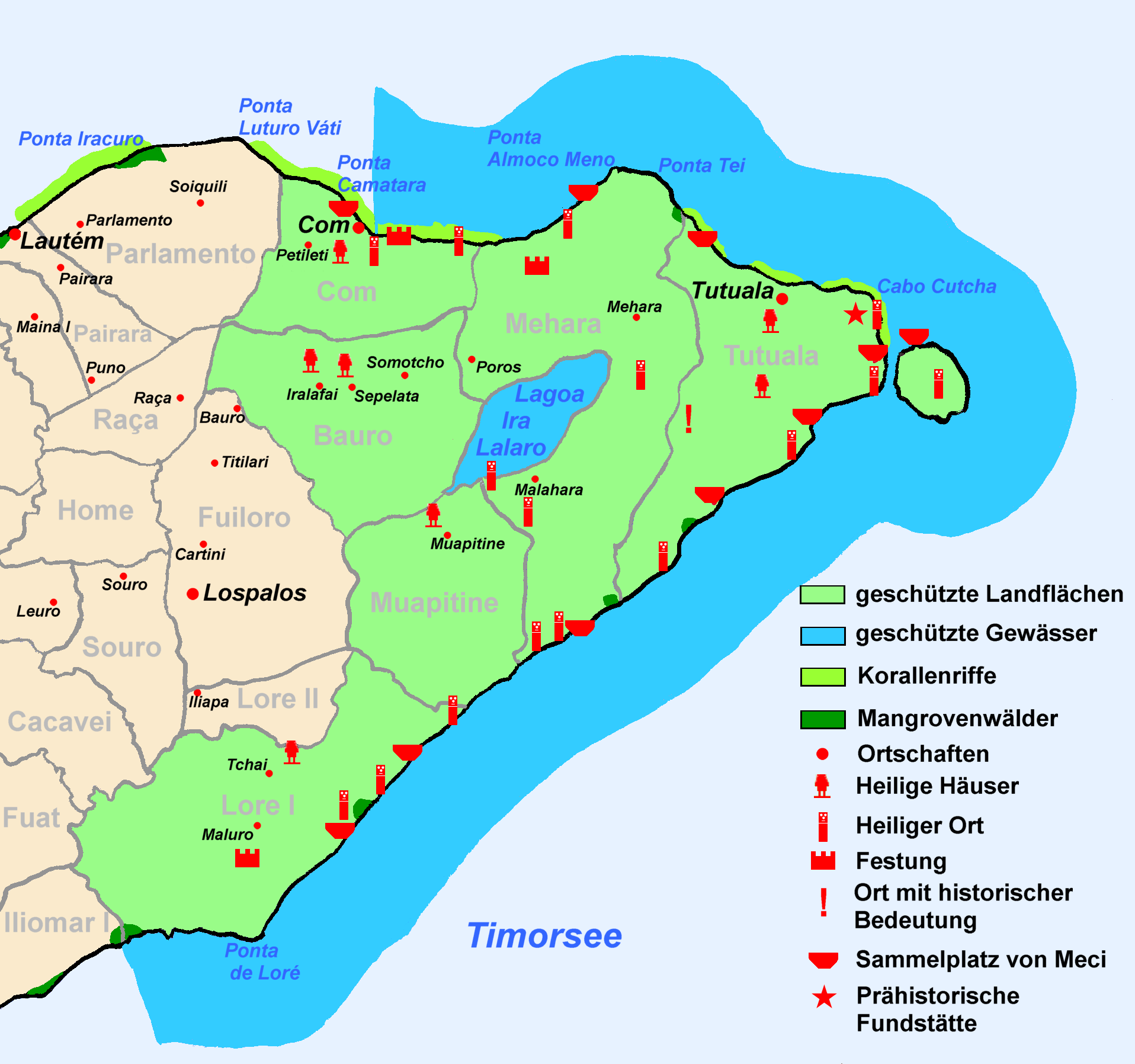
Parque nacional Nino Konis

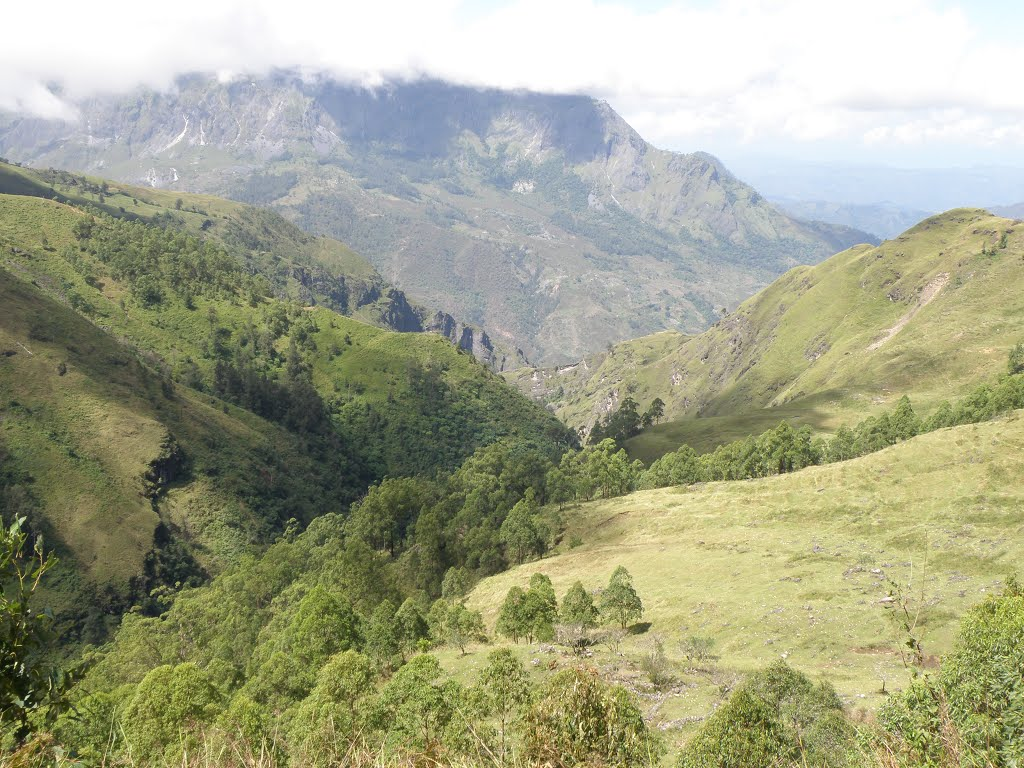
Parque nacional Kay Rala Xanana Gusmão

Según la IUCN, en Timor Oriental hay 46 áreas protegidas, 2400 km², el 16 % del área terrestre de 15 007 km², y 583 km² de áreas marinas, el 1,36 % de la superficie que corresponde al país, de 42 501 km². De estas, 2 son parques nacionales, 41 son áreas protegidas, 1 es una reserva forestal y 2 son reservas naturales marinas.
En el corto periodo desde la independencia en 2002, Timor Oriental ha actuado rápidamente para poner en marcha la protección de zonas sensibles mediante el Program of Work on Protected Areas, PoWPA, un plan de acción que se estableció para proteger al menos el 10 % del territorio. Se incluyen especies amenazadas como las tortugas marinas, los mamíferos marinos, los ualabíes y los cocodrilos. Esto incluye cualquier animal o planta listado en la Convención sobre el Comercio Internacional de Animales en peligro, además de arrecifes de coral, humedales, manglares y sitios artísticos y culturales.
Por otro lado, Timor Oriental, junto con Indonesia, Malasia, Papúa Nueva Guinea, Islas Filipinas e Islas Salomón, forma parte del Triángulo de coral, el área con más biodiversidad marina del mundo: en el viven 76 % de las especies de coral conocidas, 6 de las 7 especies existentes de tortugas marinas y al menos 2228 especies de peces de arrecifes, lo que le ha valido el sobrenombre de criadero o cuna de los mares o de "Amazonas de los mares".

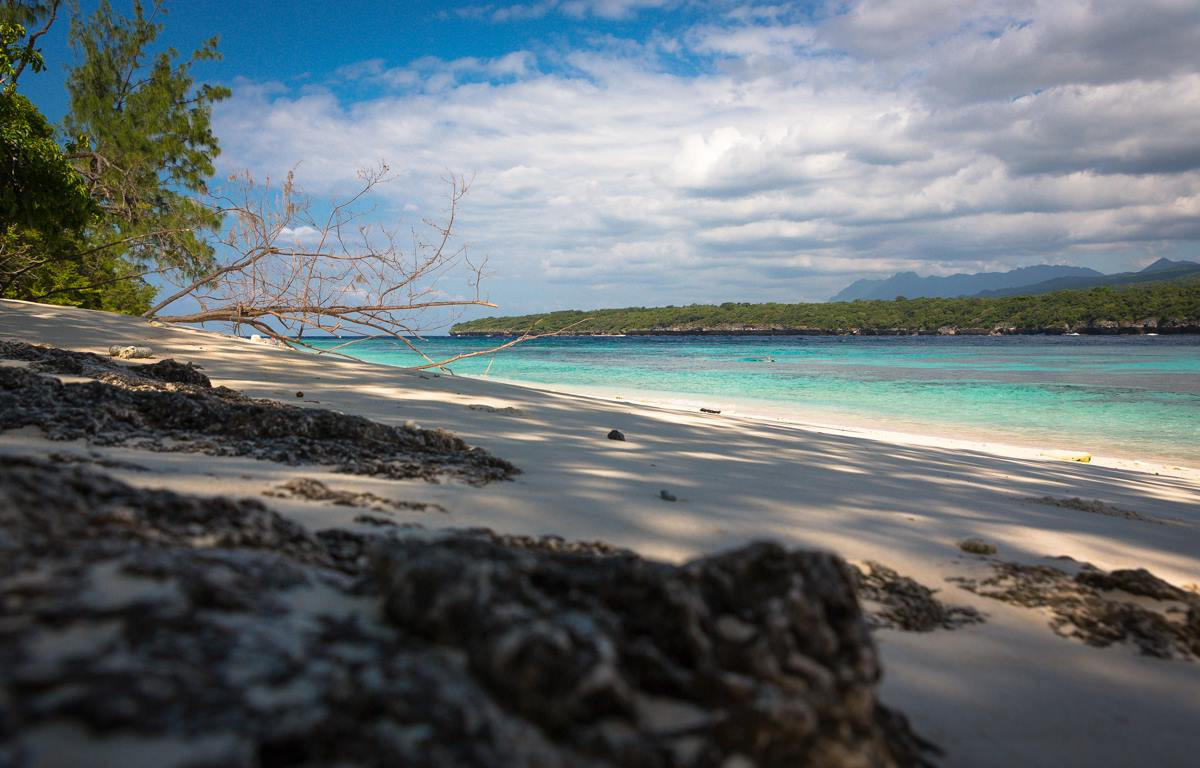
Isla de Jaco, área de importancia para las aves, que forma parte del Parque nacional Nino Konis Santana.

## Parques nacionales
- Parque nacional Nino Konis Santana, 1230 km² (680 km² de tierra y 550 km² de océano). Comprende bosques, praderas, humedales, líneas de costa, arrecifes y aguas profundas. recibe el nombre del héroe nacional de la independencia José (Zé) Conisso Antonino Santana (Nino Konis Santana, 1955-1998), nacido en la zona. Incluye un extenso sistema kárstico con cuevas, la amplia llanura inundable del lago Iralalaro, con el río Irasequiro y la dolina sagrada de Mainina. También alberga una región importante ara la biodiversidad en la región de Wallacea, donde se encuentra una combinación de fauna y flora asiática y de australasia. Posee tres áreas de importancia para las aves, según BirdLife International. Hay al menos nueve comunidades vegetales entre ellas bosque tropical costero, sabana costera de palmas y humedades de agua dulce. En la zona marina, que forma parte del Triángulo de coral, hay tortugas, dugones, ballenas, delfines y tiburones. Alberga además más de 100 sitios arqueológicos de los 40.000 años de ocupación humana, además de sitios de la época de la colonización portuguesa y ruinas de las fortificaciones japonesas y cuevas de suministros de la ocupación durante la Segunda Guerra Mundial.[4]
- Parque Nacional Kay Rala Xanana Gusmão, 92,31 km². Recibe el nombre del primer presidente de Timor Oriental desde su independencia, entre 2002 y 2007, Xanana Gusmão, que tuvo su campamento guerrillero en esta zona. El parque, en el centro-oeste del país, entre los distritos de Ainaro y Manufahi, fue inaugurado por el primer ministro Rui Maria de Araújo en 2015.[5] Incluye el monte Cablac, de 2180 m. Destacan tres lugares del parque: el escondite de Xanana Gusmão en el área de Ai-Dila-Okir, el lugar de la primera entrevista y el lugar donde se diseñó la bandera de la FALINTIL, el ala militar de Resistencia Timorense.

## Reservas forestales
- Reserva forestal de Tilomar, 57 km², en el sudoeste. Bosque tropical caduco en colinas calcáreas, con manchas de bosque siempre verde en la zona de manantiales en la base de las colinas rocosas. Gran parte de la zona costera ha sido convertida en campos de arroz y otros cultivos, aunque todavía que da un pequeño humedal y alguna laguna salina bien conservada a lo largo de la costa. Entre las especies en peligro destaca la paloma perdiz de la Wetar y la cacatúa sulfúrea.[6]

## Áreas protegidas

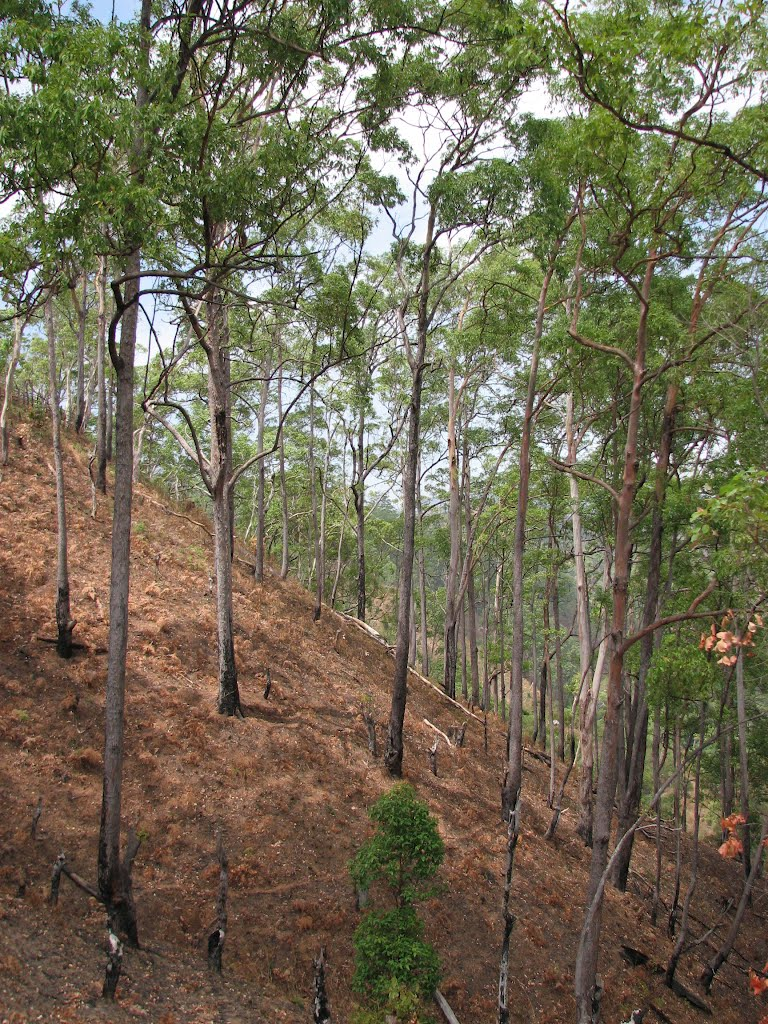
Eucalyptus urophylla en Timor Oriental, en la colinas de Saboria, en el distrito de Aileu.

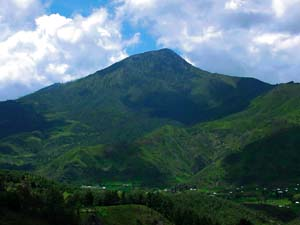
Monte Tatamailau

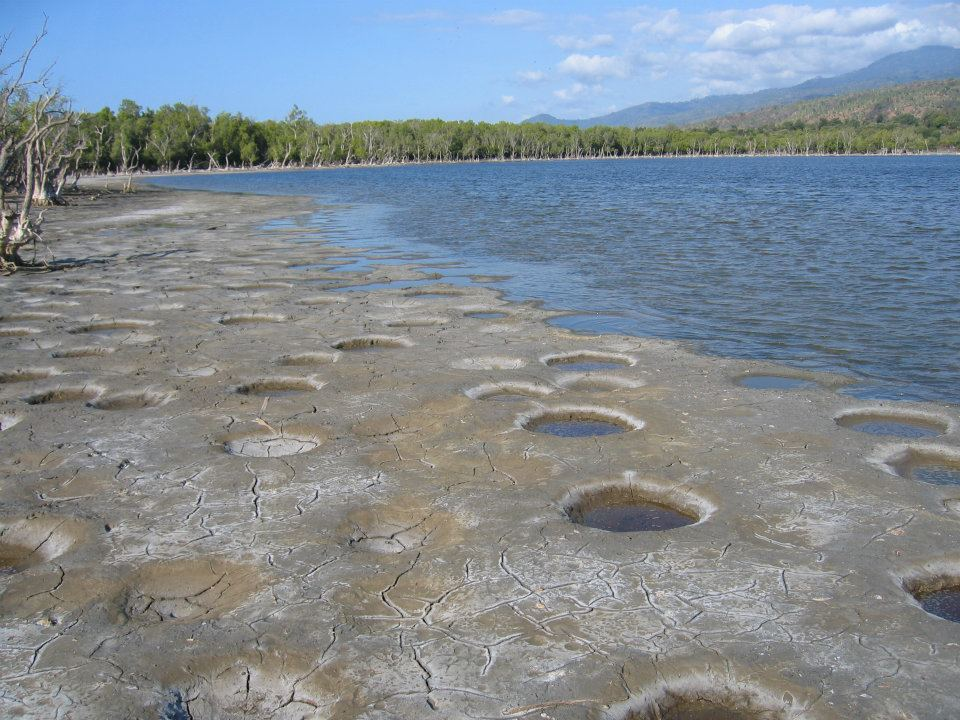
Lago Maubara

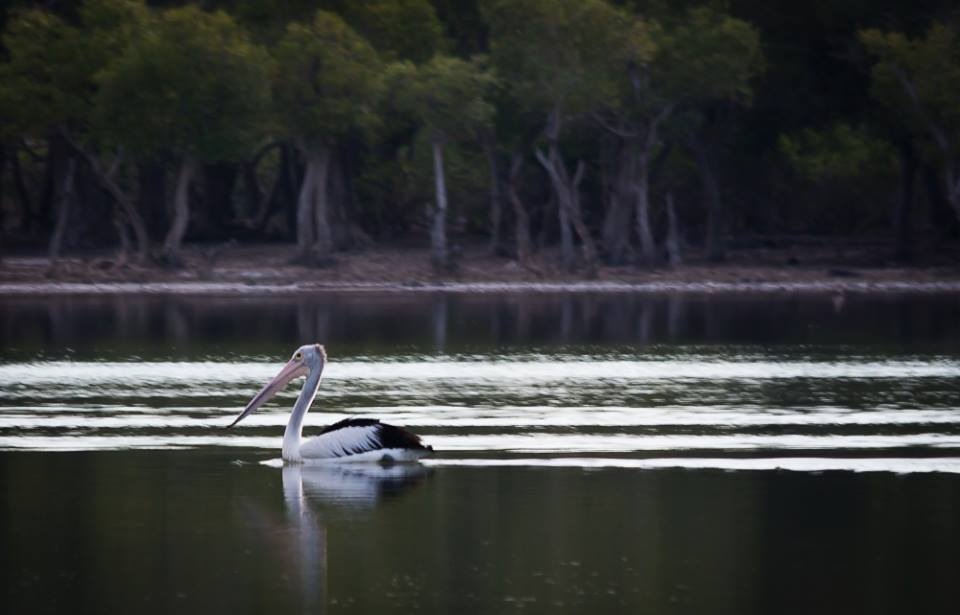
Pelícano en el lago Maubara

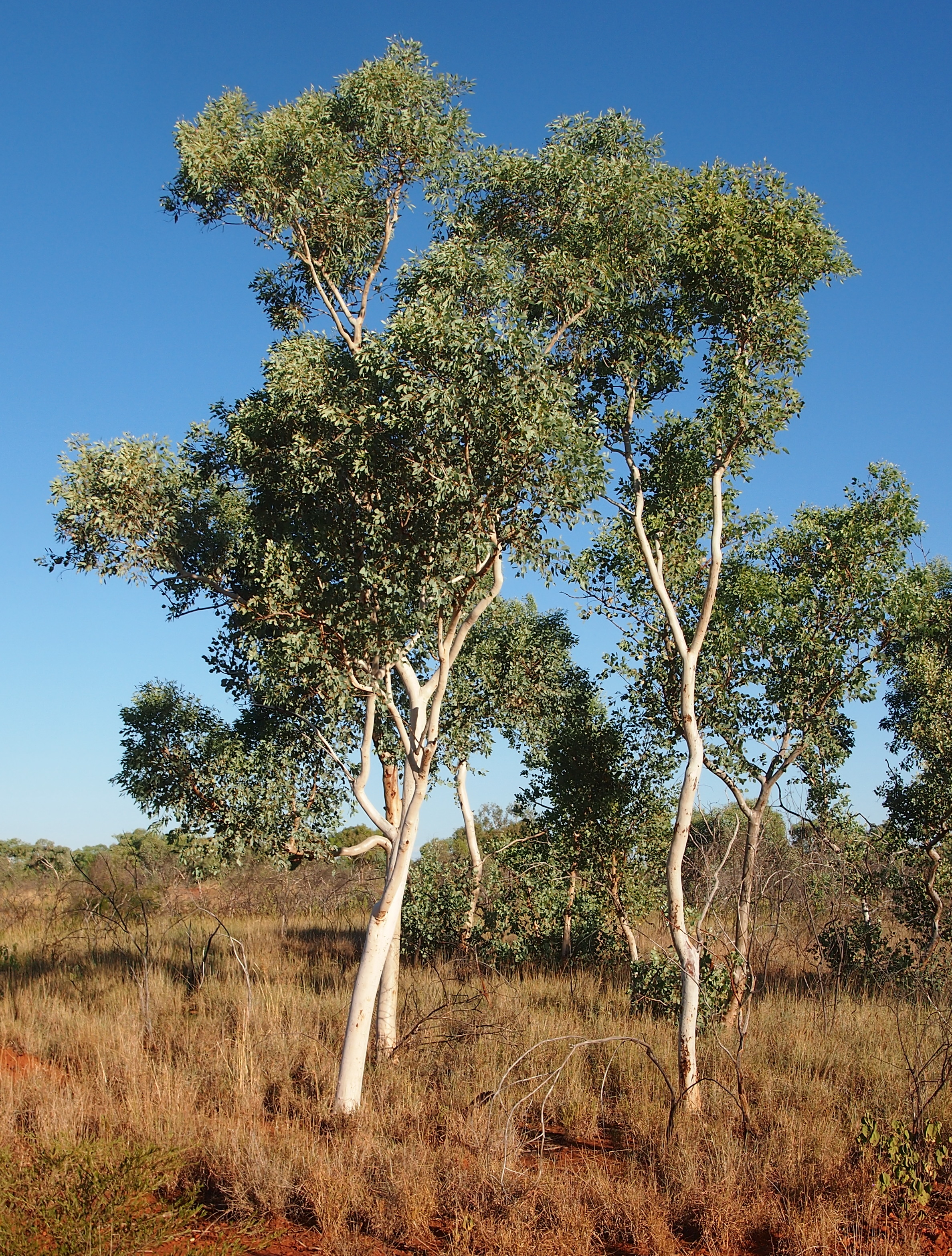
Eucalyptus alba, nativo de Timor, Australia y Nueva Guinea.

- Monte Altana, 42,5 km²
- Ribeira de Clere, 100 km²
- Manucoco, 18 km²
- Monte Bibileo, 46 km²
- Monte Taroman, 59 km²
- Monte Laretame, 9 km²
- Monte Maurei, 2 km²

- Monte Tatamailau, 145 km². La montaña más alta de Timor y la segunda de las islas Sondas, con más de 100 km² por encima de los 1500 m. Tiene varios nombres, entre ellos monte Ramelau o Rama Mailau. Desde los años ochenta se ha deforestado gran parte de la montaña, en parte por el pastoreo de cabras, búfalos y caballos y en parte por seguridad a causa de la guerra. Queda bosque en las crestas y en las laderas hay praderas o, en las más empinadas, repoblación de eucaliptos, que es la vegetación natural junto con el brezal y el sotobosque de ericáceas y hierbas. cerca de la cima hay un bosque emergente de Eucalyptus urophylla con un sotobosque de brezos. El lugar es visitado por procesiones religiosas.[7]
- Monte Kuri, 17,7 km²
- Monte Matebian, 104 km²
- Monte Diatuto, 99,5 km². En el centro del país, empinadas montañas y colinas cubiertas de bosque monzónico semicaduco, explotado en las zonas bajas pero conservado en las cimas. Una de las tres zonas de mayor prioridad para la conservación de la biodiversidad en Timor Oriental según la FAO. Hay unas 14 especies de aves de importancia, incluidas la dúcula de Timor, el vinago de Timor y la muy amenazada cacatúa sulfúrea.[8]
- Monte Builo, 70 km²
- Monte Mundo Perdido, 42 km²
- Monte Guguleur, 70 km²
- Cristo Rei, 18 km²
- Monte Manoleu, 109 km²
- Monte Fatumasin, 14 km²
- Monte Legumau, 101 km²
- Monte Tapo/Saburai, 38 km²
- Behau
- Lamsanak
- Monte Loelako
- Lago Maurei no Alafalu
- Monte Cutete
- Monte Burabo'o
- Monte Aitana
- Lago Tasitolu
- Lago Maubara, en la costa norte, cerca de la costa a 3 km al este de la aldea de Maubara, en el suco Vatuvou. La zona de importancia para las aves se extiende unas 200 ha alrededor del lago, donde hay bosques secos tropicales. En la zona hay numerosas aves, entre ellas la paloma de Timor, que se encuentra hasta 500 m de altura.
- Lago Welenas
- Korluli
- SamikSaron
- Makfahik
- UsMetan
- Ek Oni
- Oebatan, 4 km², en el enclave de Pante Macassar, en Timor occidental
- Monte Lakus/Sabi, al oeste
- Lago BikanTidi, 1,1 km², en la costa sur
- Lago HasanFoun&OnuBot, al sudoeste
- BeMatanIrabere, en el centro-sur
- Lago Maubara, en la costa norte
- Lago BeMalae, al noroeste
- Area Mangal Hera, manglar en la costa norte
- Area Mangal Metinaro, manglar en la costa norte
- Lago Modomahut, en el sur

## Reservas marinas
- Suco de Vila, al este de la isla de Atauro. Esta reserva natural se crea con el fin de proteger y restaurar la biodiversidad piscícola mediante la rehabilitación de los hábitats degradados, entre ellos, zonas de playa, manglares, praderas marinas y arrecifes de coral.[9]
- Batugadé, en la costa noroeste

## Áreas de importancia para las aves

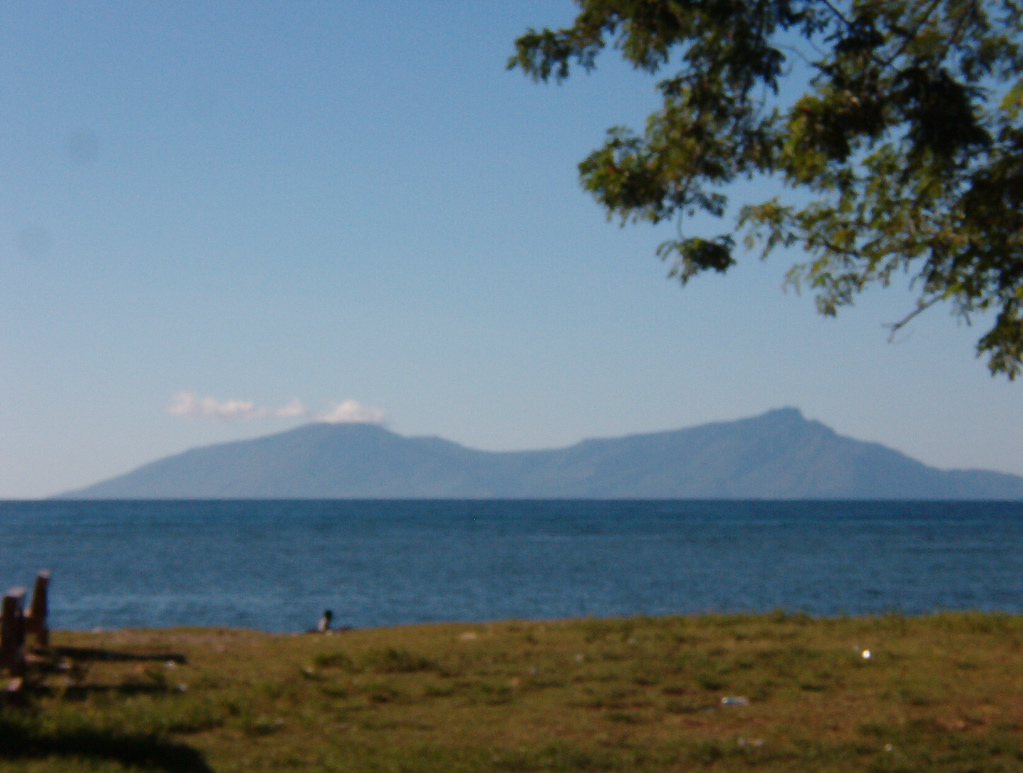
Isla de Atauro

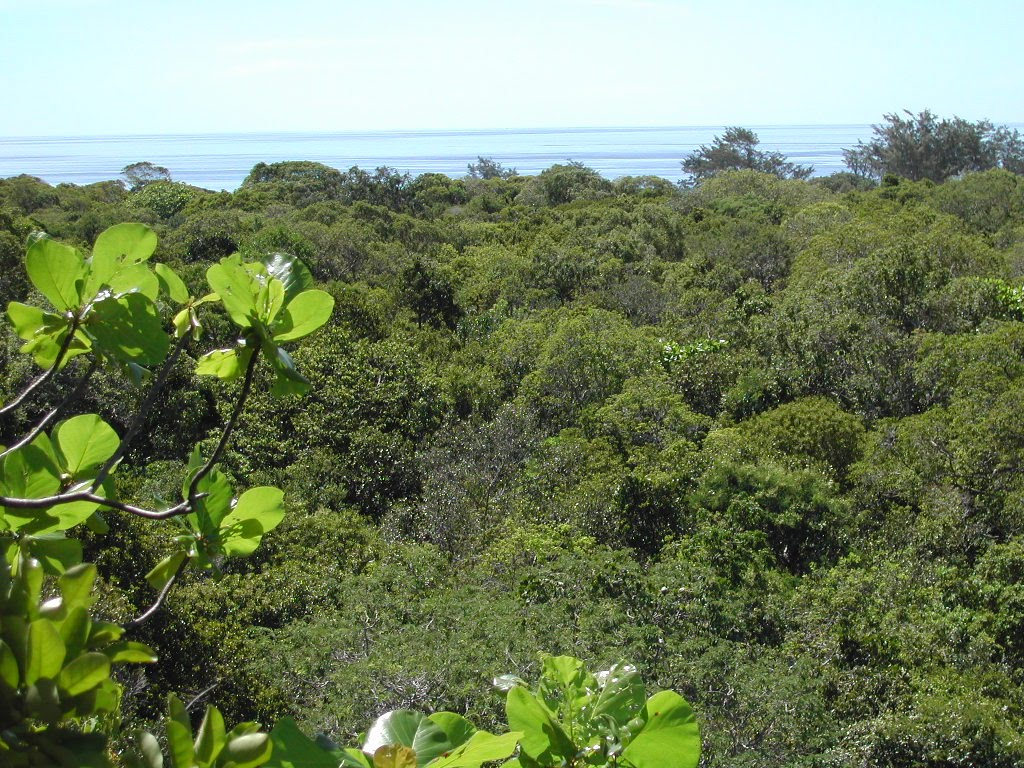
Vista del bosque tropical seco sobre la zona costera de la isla de Jaco.

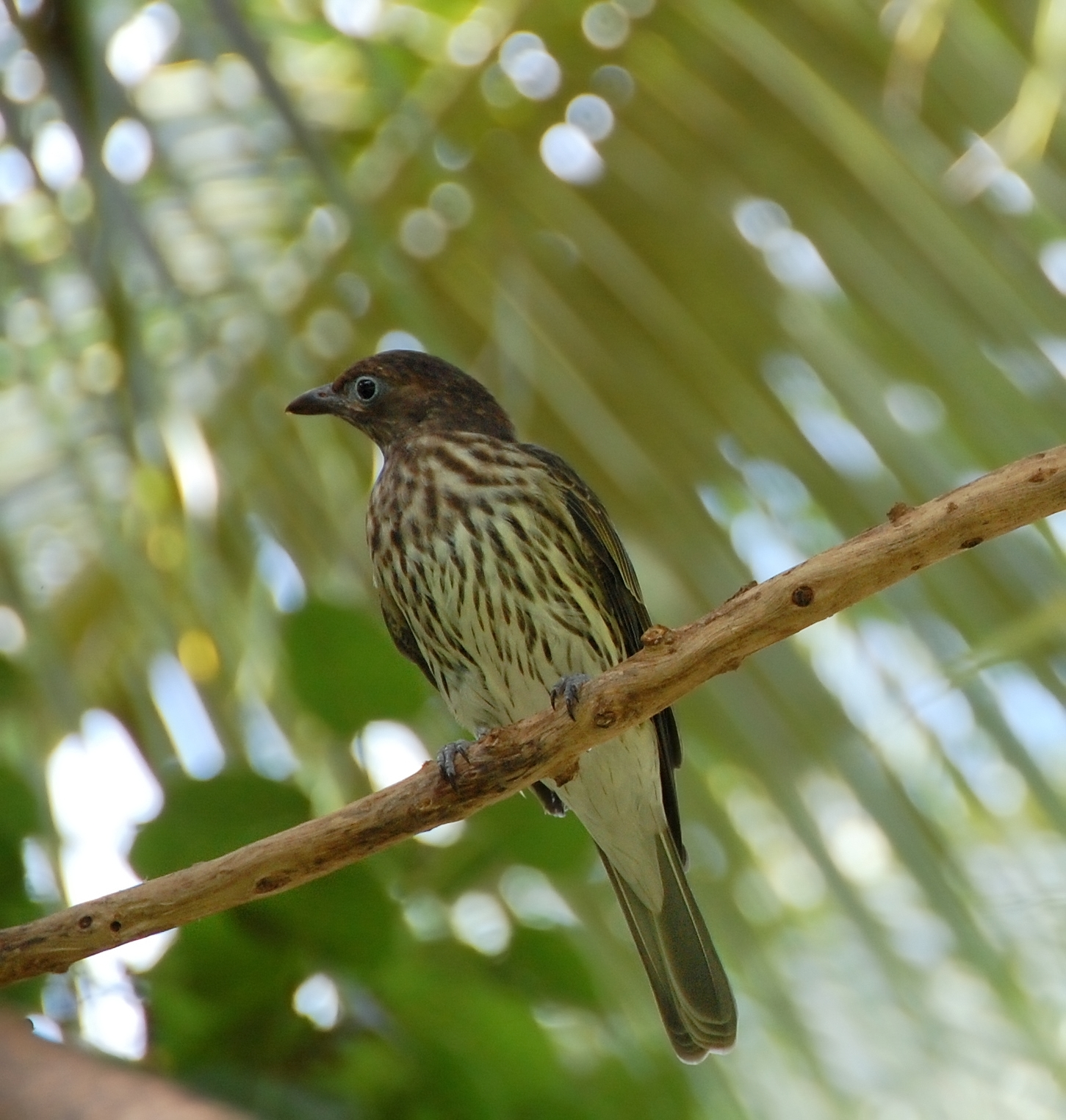
Oropéndola de Timor

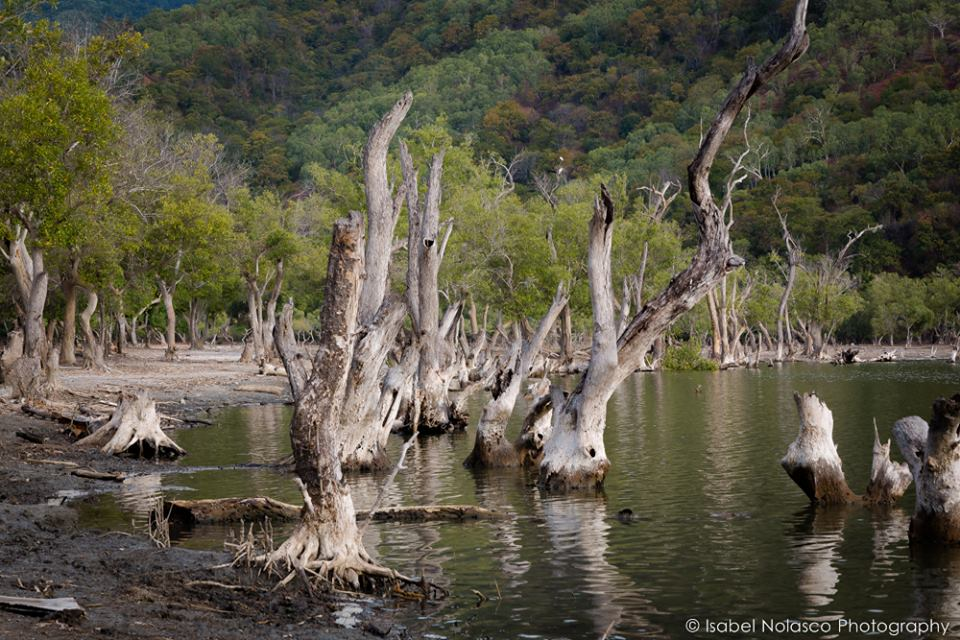
Lago Maubara

En Timor Oriental hay unas 237 especies de aves registradas, de las que 110 son migratorias, 18 son aves marinas, 88 son acuáticas y 141 son terrestres. Seis especies están globalmente amenazadas. En la isla hay 16 IBAs (Áreas importantes por las aves y la biodiversidad), que cubren 2910 km².
- Areia Branca no Dolok Oan, 29 km². Una zona de costa e interior muy cerca al este de Dili, en un paraje relativamente seco, con colinas y sabana de Eucalyptus alba, además de marismas poco profundas, praderas marinas, un estrecho manglar y roquedos, con pequeñas manchas de bosque seco. Forma parte de una red de humedales costeros que incluye Tibar, Tasitolu, Hera y Metinaro.
- Isla de Atauro, 142 km². Pequeños retazos de bosque semicaduco y bosque montano en las empinadas sierras y laderas más altas (700–970 m) del monte Manucoco, en cuyas laderas hay unos 40 km² de bosque. Atauro forma parte del Arco de Banda Interior de las islas, volcánico, mientras Timor forma parte del Arco exterior, no volcánico. El arco interior va desde la isla volcánica de Lombok hasta las islas de Banda. En Atauro no hay volcanes activos. El paisaje está dominado por volcanes de origen submarino del Terciario, muy erosionados, con estrechas crestas que culminan en el monte Manucoco, de 995 m. Hay un arrecife costero de 30–150 m de anchura y pocas llanuras aluviales, manglares, zonas mareales o humedales. En las zonas hábiles hay cultivos de maíz, cacahuetes, bananas, papaya y otros frutos, por lo que solo quedan remanentes de bosque tropical caduco y perenne en las alturas, y alguna sabana dominada por Eucalyptus albens.[10]
- Be Malae
- Fatumasin
- Irabere - Iliomar
- Isla de Jaco, 11 km². Bosque tropical caduco, vegetación de costa, playas y roquedos en el extremo este de Timor Oriental.
- Lore
- Maubara, 52,9 km², en la costa norte, al este de Maubara y a 37 km al oeste de la capital, Dili, en el distrito de Liquiçá. Se extiende desde el lago costero de Maubara, de 8 ha, hasta unos 500 m de altitud por una zona de colinas. Hay bosquetes de la palma Corypha, en suelos aluviales cerca de la costa, y bosque seco tropical intacto en las lomas. Entre las aves hay dúcula rosácea, papagayo de Timor, mielero reticulado, filemón de Timor, gerigón sencillo, silbador de Timor, oropéndola de Timor, oropéndola olivácea, tarabilla de Timor, picaflores de Maugé, suimanga de Timor y capuchino arrocero de Timor.
- Monte Diatuto
- Monte Mak Fahik-Sarim
- Monte Tatamailau
- Monte Paitchau y lago Iralalaro, 558 km², dentro del Parque nacional Nino Konis Santana. Bosque de tierras bajas no perenne, que abarca diversos hábitats de costa, colinas kársticas, lagos, ríos y pantanos. El bosque está muy bien conservado.
- Subaun
- Sungai Klere
- Tasitolu
- Tilomar